# Chapsa platycarpa
Chapsa platycarpa är en lavart som först beskrevs av Edward Tuckerman, och fick sitt nu gällande namn av Frisch. Chapsa platycarpa ingår i släktet Chapsa och familjen Graphidaceae.   Inga underarter finns listade i Catalogue of Life.